# Wonderful Life (KNOCK OUT MONKEYの曲)
「Wonderful Life」（ワンダフル・ライフ）は、KNOCK OUT MONKEYの2枚目のシングル。2014年7月23日にビーイングから発売された。

## 解説
前作「Paint it Out!!!!」以来9ヶ月半ぶりの2ヶ月連続リリース第一弾シングル。表題曲「Wonderful Life」は「MURASAKI SPORTS PRESENTS SHONAN OPEN 2014」イメージソングに使用された。PVの監督は田辺秀伸。

## 収録曲
全曲 作詞：w-shun、作曲：KNOCK OUT MONKEY
1. Wonderful Life [3:59]
2. No Ending [3:39]